# Эммануил (Кьяйас)
Митрополит Эммануил (греч. Μητροπολίτης Εμμανουήλ, в миру Ксенофо́н Кьяйа́с, греч. Ξενοφών Κιαγιάς; род. 1956, Афины) — епископ Александрийской православной церкви, митрополит Птолемаидский, ипертим и экзарх Верхнего Египта.

## Биография
Окончил Богословский факультет Афинского университета.
Был рукоположен во диакона митрополитом Аксумским Петром (Якумелосом), после чего служил диаконом в Каире.
Митрополитом Аксумским Петром (Якумелосом) рукоположён в сан священника и служил в Аддис-Абебе в Аксумской митрополии.
В течение 17 лет служил священником в Перистерийской митрополии.
27 октября 2004 года, по благословению и предызбранию патриарха Александрийского и всей Африки Феодора II, был избран Священным Синодом Александрийского Патриархата титулярным епископом Вавилонским и назначен настоятелем Монастыря святого Георгия в Старом Каире.
14 ноября 2004 году в храме Константина и Елены в Каире хиротонисан во епископа Вавилонского. Хиротонию возглавил возглавил митрополит Аксумский Петр (Якумелос).
С 1 ноября 2006 года — митрополит Хартумский, ипертим и экзарх и всего Судана.
25-29 сентября 2007 года вместе с митрополитом Аксумским Петром (Якумелосом) представлял Александрийскую православную церковь на торжествах, посвящённых 2000-летия от Рождества Христова по эфиопскому календарю.
21 ноября 2013 года почислен на покой и назначен титулярным митрополитом Кавасским.
26 ноября 2014 года вернулся к служению и был назначен митрополитом Птолемаидским, ипертимом и экзархом Верхнего Египта.
15 февраля 2024 года решением Священного Синода Александрийской православной церкви ему присвоено звание митрополита Диопольского.